# Аймен Баркок
Аймен Баркок (нім. Aymen Barkok, нар. 21 травня 1998, Франкфурт-на-Майні, Німеччина) — марокканський футболіст, півзахисник німецького клубу «Майнц» та національної збірної Марокко.

## Клубна кар'єра
Аймен Баркок народився у Німеччині у місті Франкфурт-на-Майні. Є вихованцем місцевого клубу «Айнтрахт». У жовтні 2016 року у віці 19 - ти років Баркок підписав з клубом перший професійний контракт. І вже у листопаді того року дебютував у першій команді клубу у матчі Бундесліги.
У 2018 році Баркок відправився в оренду у інший клуб Бундесліги «Фортуна» з Дюссельдорфа. За два сезони в команді Баркок зіграв 15 матчів. Після закінчення терміну оренди футболіст повернувся до «Айнтрахту».

## Збірна
Міжнародну кар'єру Аймен Баркок починав у юнацьких збірних Німеччини. Та у 2020 році він прийняв запрошення від національної федерації футболу Марокко і приєднався до збірної своєї історичної батьківщини.

## Статистика виступів

### Статистика виступів за збірну
Станом на 9 червня 2022 року
| Дата       | Місто      | Господарі    | Результат  | Гості        | Турнір                                      | Голи | Примітки |
| ---------- | ---------- | ------------ | ---------- | ------------ | ------------------------------------------- | ---- | -------- |
| 9-10-2020  | Рабат      | Марокко      | 3 – 1      | Сенегал      | товариський матч                            | -    | 87'      |
| 13-10-2020 | Рабат      | Марокко      | 1 – 1      | ДР Конго     | товариський матч                            | -    |          |
| 13-11-2020 | Касабланка | Марокко      | 4 – 1      | ЦАР          | Відбір до Кубка африканських націй 2021     | -    |          |
| 17-11-2020 | Дуала      | ЦАР          | 0 – 2      | Марокко      | Відбір до Кубка африканських націй 2021     | -    | 90+2'    |
| 26-3-2021  | Нуакшот    | Мавританія   | 0 – 0      | Марокко      | Відбір до Кубка африканських націй 2021     | -    |          |
| 30-3-2021  | Рабат      | Марокко      | 1 – 0      | Бурунді      | Відбір до Кубка африканських націй 2021     | -    | 90'      |
| 8-6-2021   | Рабат      | Марокко      | 1 – 0      | Гана         | товариський матч                            | -    | 68' 72'  |
| 12-6-2021  | Рабат      | Марокко      | 1 – 0      | Буркіна-Фасо | товариський матч                            | -    |          |
| 2-9-2021   | Рабат      | Марокко      | 2 – 0      | Судан        | Відбір до ЧС 2022                           | -    |          |
| 6-10-2021  | Рабат      | Марокко      | 5 – 0      | Гвінея-Бісау | Відбір до ЧС 2022                           | -    | 78'      |
| 9-10-2021  | Касабланка | Гвінея-Бісау | 0 – 3      | Марокко      | Відбір до ЧС 2022                           | 1    | 82'      |
| 12-10-2021 | Рабат      | Гвінея       | 1 – 4      | Марокко      | Відбір до ЧС 2022                           | -    | 14'      |
| 12-11-2021 | Рабат      | Судан        | 0 – 3      | Марокко      | Відбір до ЧС 2022                           | -    | 82'      |
| 16-11-2021 | Касабланка | Марокко      | 3 – 0      | Гвінея       | Відбір до ЧС 2022                           | -    | 82'      |
| 18-1-2022  | Яунде      | Габон        | 2 – 2      | Марокко      | Кубок африканських націй 2021 - 1-й етап    | -    | 57'      |
| 25-1-2022  | Яунде      | Марокко      | 2 – 1      | Малаві       | Кубок африканських націй 2021 - 1/8 фіналу  | -    | 80'      |
| 30-1-2022  | Яунде      | Єгипет       | 2 – 1 д.ч. | Марокко      | Кубок африканських націй 2021 - чвертьфінал | -    | 104'     |
| 9-6-2022   | Рабат      | Марокко      | 2 – 1      | ПАР          | Відбір до Кубка африканських націй 2023     | -    | 60'      |
| Усього     |            | Матчів       | 18         |              | Голів                                       | 1    |          |

## Титули і досягнення
- Володар Кубка Німеччини (1):

«Айнтрахт»: 2017-18
- Володар Ліги Європи УЄФА (1):

«Айнтрахт»: 2021-22